# تشك تشك (صوغان)
تشك تشك (بالفارسية: چک چک) هي قرية تقع في إيران في قسم صوغان الريفي. يقدر عدد سكانها بـ 202 نسمة .